# Telipogon bullpenensis
Telipogon bullpenensis är en orkidéart som först beskrevs av John T. Atwood, och fick sitt nu gällande namn av Norris Hagan Williams och Robert Louis Dressler. Telipogon bullpenensis ingår i släktet Telipogon och familjen orkidéer.
Artens utbredningsområde är Costa Rica. Inga underarter finns listade i Catalogue of Life.